# 光通信
光通信（ひかりつうしん）とは、伝送媒体に光ファイバーを利用した有線通信を行うことである。

## 特徴
これまで通信用に使われてきた電線（銅線）や電波による通信に比べ、以下の特徴がある。
- 傍受されにくく、通信の秘密保持が容易である。
- 電磁誘導ノイズの影響を受けない安定した通信が可能である。
- レーザー光を使用した場合、高速かつ長距離の伝送が可能である。

## 用途
- 音楽・ビデオ伝送用：プラスチックSI型光ケーブルとLEDを用いて、400Mbpsで10mの通信が可能で安価なもの。
- LAN伝送用：プラスチックGI型光ケーブルと半導体レーザーを用いて10Gbpsで100mの通信が可能で安価なもの。ガラスGI型光ケーブルと半導体レーザーを用いて10Gbpsで500mの通信が可能で比較的高価なもの。
- ノイズの多い工場などでの伝送用：光モデムとガラスGI型光ケーブルと半導体レーザーを利用した10Mbpsで1〜2kmの通信が可能なもの。
- 長距離回線：ガラスSM型光ケーブルと半導体レーザーを用いて、高速で信頼性の高い通信が可能な高価なもの。

## 日本での歴史
- 1980年代初頭より使われてきた。初期の用途はLANなどのコンピュータ同士の通信などに限られていた。
- 1980年代中期になると日本電信電話公社（現在のNTTグループ）から光専用線・ISDN1500が一般企業向けに開始され、光モデムがアナログ回線用モデムに置き換わることが多くなる。しばらくして1本の光ファイバーで複数の通信を行う多重化装置が導入され、企業のマルチメディア化が進むこととなる。
- 1988年のソウルオリンピックの直前に全都道府県の県庁所在地に光ケーブルの敷設が到達し、通信社がこれを利用することとなる。
- 2000年代に入り光波長多重通信による幹線部分の高速化が行われるようになり、企業向け回線の高速化も進展した。また多チャンネルの動画を高速に高品質で配信できる特徴を生かして、ケーブルテレビの幹線部分に使用されるようになっている。さらに光ケーブルの低価格化にともなって、FTTHなど家庭での普及が拡大している。

## 光通信の網構成

### 業務向け網の構成の変遷
PDHを利用したデジタル専用線が1980年代後半から使用されるようになった。
```
PDH--Och
```

SDHを利用した高速専用線やパケット通信が1990年代から使用されるようになった。
```
SONET--STS-0〜STS-192
```

SDH--STM1〜STM64
フレームリレーやATM交換網が1990年代後半から使用されるようになった。
```
FR Sw--SONET/SDH--Och
ATM Sw--SONET/SDH--Och
ATM Sw--Och
```

また、IP網間をATMで接続するIP over ATMも1990年代後半から使用されるようになった。
```
IP--ATM Sw--SONET/SDH--Och
IP--ATM Sw--Och
```

Multi-Protocol Label Switching対応のルーターを使用し、IPプロトコルでVirtual Private Networkを構成する方式が2000年から開始された。
```
IP--MPLS Router--SONET/SDH--Och--WDM
IP--MPLS Router--Och--WDM
```

LAN間をレイヤ2スイッチまたはレイヤ3スイッチで接続するVLANを使用した広域イーサネットが2001年からサービス開始された。
```
Ethernet--L2Sw--Och--WDM
IP--L3Sw--L2Sw--Och--WDM
```

Generalized Multi-Protocol Label Switchingを利用しIPを光スイッチで接続操作し、光ファイバーの波長分割多重（WDM）で伝送する方式が2007年頃の実用化を目指して実験中である。
```
IP--Ethernet--Och--OSw--WDM
```

### ユーザ網（幹線網）向け網構成
通信系においては、主にユーザ向けに、常時・定額・高速のブロードバンドインターネット接続を実現する。

### ユーザ宅向け網構成
光ケーブルの屋内配線（ラスト10メートル）としての導入方法により、数種類に分かれる。

### ハイブリッド網構成
- DLC（Digital Loop Carrier）：末端に電話線を用いる。ナローバンド接続。いわゆる光収容。
- HFC（Hybrid Fiber Coaxial）：末端に同軸ケーブルを用いる。CATVで用いられる。
- PLC（Power Line Communications）：末端に電灯線を用いる。

なお、FTTxもハイブリッド網構成の一種である。

## ラストワンマイルにおける光通信
上述の網構成の他、公衆無線LANサービスや携帯電話やPHSサービスなどの移動体通信・無線アクセスの足回りとしても光通信回線が使われる。